# کی جون یانگ
کی جون یانگ (Ki Jun-young) (هانگول 기준영؛ متولد ۱۹۷۲) نویسنده کره جنوبی است.
با اولین حضور ادبی خود را در سال ۲۰۰۹ و داستان کوتاه " جنی " (제니 جنی) جایزه نویسنده جدید Munhakdongne را برد. او جایزه چانگبی را برای بهترین رمان در سال ۲۰۱۱ و جایزه نویسندگان جوان Munhakdongne در سال‌های ۲۰۱۴ و 2016 دریافت کرد.

## نوشتن
آثار کی جون یانگ دارای طرح ساده و تضاد حداقلی بین شخصیت‌ها هستند، اما همچنان می‌توانند حسی قوی از عذاب و غم را برانگیزند. آنها شخصیت‌هایی را نشان می‌دهند که به شدت از تنش‌ها و ناراحتی‌های اساسی زندگی روزمره آگاه هستند. این سبک روایی که آشفتگی زندگی روزمره را منتقل می‌کند، از ویژگی‌های اصلی آثار او است.

## آثار
- 이상한 정열(2016) { A Strange Passion (۲۰۱۶) }
- 연애소설(۲۰۱۳) { رمان عاشقانه (۲۰۱۳) }
- 와일드 펀치(2012) { Wild Punch (2012) }[۳]

## جوایز
- ۲۰۱۶: جایزه نویسندگان جوان Munhakdongne
- ۲۰۱۴: جایزه نویسندگان جوان Munhakdongne
- ۲۰۱۱: جایزه چانگبی برای بهترین رمان
- ۲۰۰۹: جایزه نویسنده جدید Munhakdongne